# Keiichi Inamine
Keiichi Inamine (稲嶺惠一), född 14 oktober 1933, är en japansk politiker. Han var Okinawa prefekturs guvernör 1998–2006. Tidigare ordförande för Ryukyu Petroleum.